# Casey Biggs
Pour les articles homonymes, voir Biggs.
Casey Patrick Biggs est un acteur américain, né le 4 avril 1955 à Toledo en Ohio.
Il est, entre autres, connu pour le rôle du Légat Damar dans la série Star Trek : Deep Space Nine.

## Filmographie
- 1993 - 1999 : Star Trek : Deep Space Nine : Damar
- 2000 : Auggie Rose de Matthew Tabak
- 2003 : Star Trek: Enterprise : Xindi reptilien
- 2001 : X-Files (série TV, saison 8 épisode Vienen) : M. Saksa
- 2022 : Amsterdam de David O. Russell : Augustus Vandenheuvel